# مايكل ديفيد لوكاس

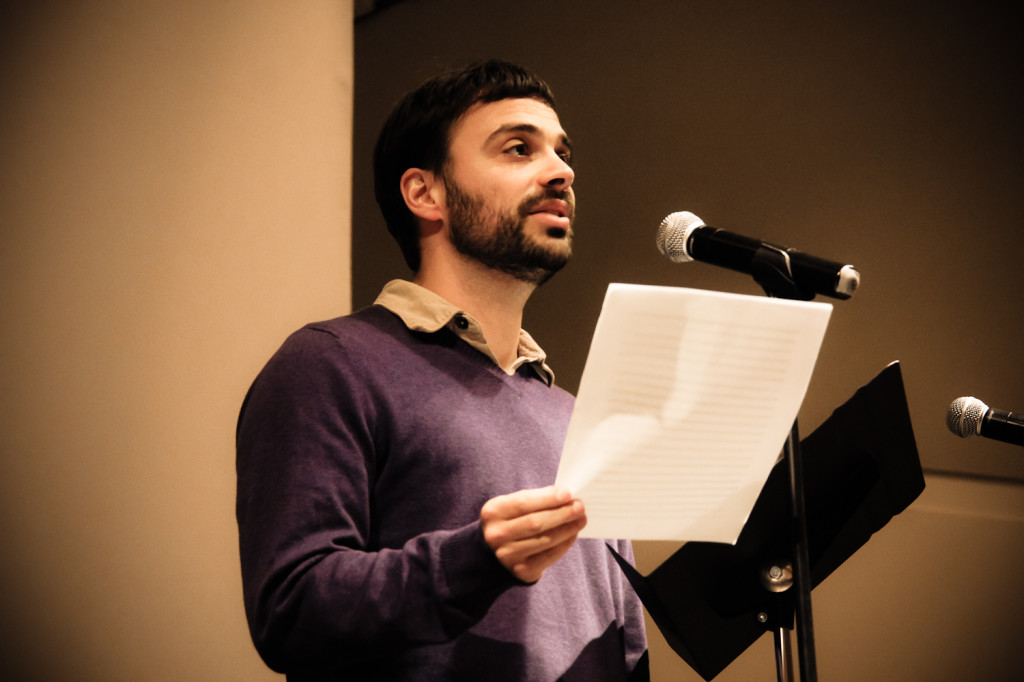
مايكل ديفيد لوكاس يقرأ في المتحف اليهودي المعاصر في سان فرانسيسكو

مايكل ديفيد لوكاس (ولد في 30 مارس 1979) هو مؤلف أمريكي عرف بشكل كبير بفضل روايته عرافة إسطنبول ، الذي نشر من قبل هاربر كولينز  و ترجم لأكثر من إثنتي عشر لغة. نشرت كتاباته في نيويورك تايمز، وول ستريت جورنال، و سان فرانسيسكو كرونايكل. كان طالب فولبرايت في تركيا وطالب سفير للروتاري في تونس. تعلم لوكاس الكتابة الإبداعية في فالنسيا 826، أستوديو الكتاب في جامعة ستانفورد، و جامعة الباسيفيك.

## الحياة الشخصية والتعليم
ولد لوكاس عام 1979 في بيركيلي، كاليفورنيا، حيث ترعرع مع أربعة أشقاء وشقيقات. هاجر للشرق ليلتحق بجامعة براون، درس الأدب المقارن وتلقى بعدها MFA من برنامج الكتابة الإبداعية في جامعة ماريلاند. يعيش الآن في أوكلاند مع زوجته هالي وإبنته مونا.